# Melódía (rękopis)

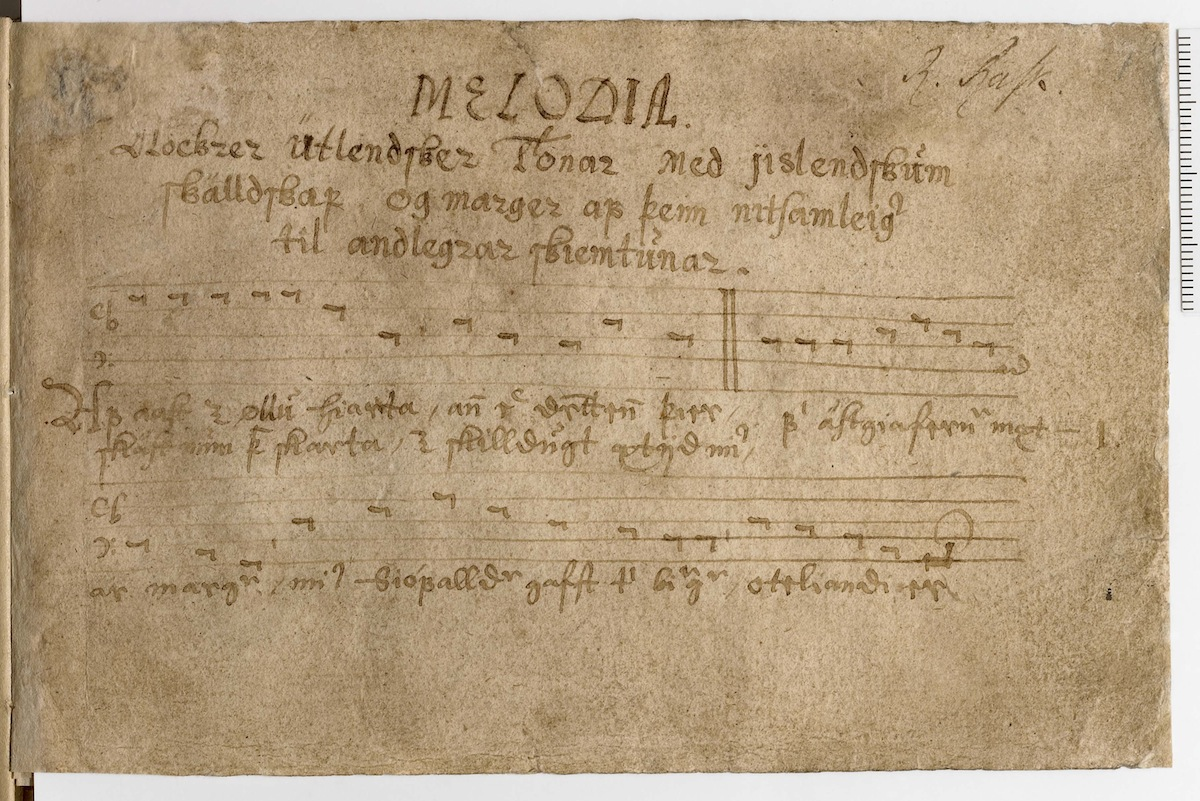
Strona tytułowa rękopisu.

Melódía – rękopis napisany na Islandii około 1660 roku, zawiera w sobie teksty 223 pieśni i utworów. Obecnie przechowywany w Kopenhadze.